# Caliban (maan)
Caliban is een natuurlijke maan van Uranus. De maan is in 1997 met behulp van de Haletelescoop van 5 meter doorsnee ontdekt door Brett Gladman, Phil Nicholson, Joseph Burns en J.J. Kavelaars. Caliban is genoemd naar de misvormde bediende van Prospero uit Shakespeares stuk The Tempest.
Miranda · Ariel · Umbriel · Titania · Oberon

Cordelia · Ophelia · Bianca · Cressida · Desdemona · Juliet · Portia · Rosalind · Cupid · Belinda · Perdita · Puck · Mab · Francisco · Caliban · Sycorax · Margaret · Prospero · Setebos · Stephano · Trinculo · Ferdinand